# See Jane Date
See Jane Date é um telefilme canado-estadunidense de 2003, do gênero comédia romântica, dirigido por Robert Berlinger. Foi lançado em 16 de agosto de 2003 pela ABC Family.

## Sinopse
Jane se mete em vários encontros frustrantes enquanto lida com o casamento de uma prima chata e com a edição do livro de memórias de Natasha, uma atriz que, durante o colegial, a perturbava.

## Elenco
- Charisma Carpenter como Jane Grant
- Holly Marie Combs como Natasha Nutley
- Rachelle Lefevre como Eloise
- Antonio Sabato Jr como Timothy Rommelly
- Linda Dano como Aunt Ina
- Joshua Malina como Kevin Adams
- David Lipper as Ethan Miles
- Evan Marriott como Hank Chilton
- Cameron Mathison como Gary Babcock
- Zachary Levi como Grant Asher
- Yannick Bisson como Max Garrett
- Eddie McClintock como Kurt Batner